# هوشنگ کاوه
هوشنگ کاوه (۱۳۰۵ بابل - ۱۳۹۲ سان فرانسیسکو) تهیه‌کننده، مدیر دوبله و مالک سینما عصر جدید در تهران که در پایه‌ریزی صنعت سینمای ایران نقش داشت. وی تهیه‌کننده فیلم‌هایی چون جهان پهلوان، شکوه جوانمردی، مردانه بکش، صندلی الکتریکی و داش‌آکل بود.
هوشنگ کاوه اواخر دهه ۳۰ به عنوان مدیر برنامه سینما «دنیا» با هزار صندلی که از بهترین سینماهای تهران محسوب می‌شد مشغول به کار شد و در سال‌های ۱۳۴۰–۱۳۴۵ مدیریت گروه سینماهای «مولن روژ» را به عهده داشت، وی متخصص در ساخت آنونس و تدوین و تغییر داستان و نیز دوبلاژ فیلم‌های خارجی بود. کاوه در سال ۱۳۷۳ دوره مدیریت سینما (که از قوانین جدید وزارت ارشاد بود) را طی کرد و در سال ۱۳۷۴ به عنوان پیشکسوت سینما در اولین دوره خانه سینما انتخاب شد، اولین دوره جشنواره منتقدان ایران نیز از هوشنگ کاوه تقدیر و تندیس ویژه خود را به وی اهدا کرد. فعالیت‌های سینمایی هوشنگ کاوه تا سال ۱۳۸۸ ادامه داشت و سال‌های آخر حیات خویش را در آمریکا سکونت گزیده بود.
وی در تاریخ ۲۰ آبان ۱۳۹۲ در شهر سان فرانسیسکو درگذشت.